# Johann von Braunschweig-Grubenhagen
Johann von Braunschweig (* im 13. oder 14. Jahrhundert; † 1367 in Einbeck)  war Dompropst zu Münster, Domdechant zu Osnabrück, Domscholaster zu Hildesheim, Domherr zu Mainz sowie Propst des Stifts Sankt Alexandri zu Einbeck (Niedersachsen).

## Leben

### Herkunft und Familie
Johann von Braunschweig-Grubenhagen wuchs auf als Sohn Herzog Heinrichs des Wunderlichen von Braunschweig-Grubenhagen und dessen Gemahlin Agnes von Meißen, Tochter des Markgrafen Albrecht von Meißen. Seine Geschwister waren
- Alessina (1282) ⚭ Graf Friedrich von Beichlingen († 1333)
- Otto (1283–1309)
- Albrecht (1284–1341), Komtur des Deutschordens in  Meran
- Adelheid (1285–1320) ⚭ Herzog Heinrich VI. von Kärnten (1265–1335)
- Agnes († 1332), Nonne zu Osterode
- Heinrich II. (1289–1351)

1. ⚭ Jutta von Brandenburg-Landsberg, Tochter des Markgrafen Heinrichs von Brandenburg-Landsberg
2. ⚭ Heilwig von Lusignan (Haus Lusignan)

- Adelheid-Irene (1293–1324) ⚭ Kaiser Andronikos III. von Byzanz (1297–1341)
- Ernst (1297–1361)
- Mathilde († 1344) ⚭ Graf Johann II. von Mecklenburg-Werle-Güstrow († 1337)
- Richardis († 1332), Äbtissin von Osterode 1325–1332
- Wilhelm († 1360).

### Wirken
Papst Johannes XXII. beauftragte am 5. Juni 1320 den Osnabrücker Bischof Engelbert II. von Weyhe, Johann von Braunschweig in das Mainzer Domkapitel aufzunehmen. Am 17. Juni 1325 verzichtete Johannes gegen Zahlung einer Jahresrente von 30 Mark zugunsten seiner Brüder Heinrich, Ernst und Wilhelm auf sein väterliches Erbe. Da sein Vater das Recht zur Besetzung der wichtigsten Pfründen am Alexandri-Stift hatte, versorgte dieser seinen Sohn mit dem einträglichen Amt des dortigen Propstes. Seit 1341 war Johann Dompropst zu Halberstadt.
Er wurde in der Stiftskirche St. Alexander in Einbeck begraben. Die Grabplatte ist noch erhalten.